# A Sleeping Memory
A Sleeping Memory er en amerikansk stumfilm fra 1917 af George D. Baker.

## Medvirkende
- Emily Stevens som Eleanore Styles Marston
- Frank Mills som Powers Fiske
- Mario Majeroni som Dr. Stephen Trow
- Walter Horton som Henry Johnson
- Richard Thornton som Chadwick